# Le Petit Castor
Pour les articles homonymes, voir Castor.
Le Petit Castor (ドン・チャック物語, Don Chakku Monogatari) est un anime japonais en 99 épisodes de 20 minutes diffusé en deux phases. 26 épisodes du 5 avril au 27 septembre 1975, puis 73 épisodes du 7 avril 1976 au 25 mars 1978 sur TV Tokyo.
Seulement 52 épisodes auraient été doublés par le studio Bellevue Pathé et diffusés au Québec à partir du 24 mars 1979 à la Télévision de Radio-Canada. Un épisode de 4 à 5 minutes de la série néerlandaise, Le Petit Écho de la forêt (nl) (De Fabeltjeskrant), était diffusé immédiatement après.

## Les personnages

### Protagonistes
- Petit Castor : Jeune castor, qui est le personnage principal de la série. Courageux et intègre, il n'hésite pas à risquer sa vie dans les aventures qu'il entreprend, que ce soit pour déjouer les plans d'un méchant ou pour trouver la cause d'une situation anormale qui survient dans la Forêt de Clairefontaine. Il vit avec son père qui l'élève seul, sa mère étant morte il y a quelques années.
- Nanours : Le meilleur ami de Petit Castor. Bien qu'il soit moins courageux que son ami, il a une grande force physique et il n'hésite pas à suivre celui-ci dans ses aventures. Il vit avec sa mère, qui est assez stricte. On ne sait pas ce qu'il est arrivé à son père.
- Lili : Petite fille castor et grande amie de Petit castor et Nanours. Elle les accompagne fréquemment dans leurs aventures. Elle vit avec sa mère et on ne sait pas ce qu'il est arrivé à son père.
- Mimi : Petite lapine qui accompagne Petit castor, Nanours et Lili dans leurs aventures. Elle est la seule du quatuor à avoir encore ses deux parents vivants.
- Monsieur Castor : Père de Petit Castor. Il élève seul son fils depuis la disparition de sa femme quelques années auparavant. Il a un esprit rationnel développé et s'intéresse aux sciences naturelles et à la peinture sur toile, ce qui lui vaudra de prévoir une éclipse solaire (ep: 8), un déluge (ep: 21) et des séismes (ep: 41) à partir de ses recherches et observations. Il fume la pipe.
- Mère de Nanours : Elle élève seule son fils et applique une discipline assez stricte. Elle est assez craintive. Elle a un frère, le Roi Balourd, qui a eu un passé trouble, mais qui s'est repenti depuis.
- Mère de Lili : Grande amie de Papa Castor, elle élève seule sa fille Lili, qui aussi une grande amie de Petit Castor.
- Docteur Bouc : Âgé d'environ soixante-dix ans, il est parmi les doyens de la Forêt de Clairefontaine. Il est le médecin de la communauté et n'hésite pas à soigner même les gens louches, pour des raisons de respect de son serment. Il est doté d'une grande sagesse.

### Antagonistes
- Garou : Loup adulte et chef du trio rival dont il est le plus malin, même s'il n'est pas aussi brave que Petit Castor. C'est lui qui trouve le plus fréquemment les idées pour contrecarrer les plans de Petit Castor ou pour extorquer de la nourriture aux habitants de la forêt de Clairefontaine ou encore pour semer la zizanie dans le but de déloger son rival.
- Lourdaud : Blaireau adulte serviteur de Garou. Il n'est pas très brave et n'est pas très malin. Il a un oncle magicien.
- Finaud : Jeune renard d'environ le même âge que Petit Castor. Bien qu'il soit plutôt malin, il n'est pas très chanceux avec ses plans et il n'est pas très courageux.

### Autres
- Grand-père Garou : Bien qu'il ne soit pas foncièrement méchant, il a tendance à être malicieux dans certaines épisodes (ep: 8), mais en général, il est plus intègre que son petit-fils, et à certaines occasions, il se montrera amical envers Petit Castor (ep: 46). Il a une certaine aversion envers la médecine naturelle et croit à la magie comme le moyen de guérir (ep: 13).

## Épisodes
1. La Scène de ménage
Petit Castor et Nanours se disputent après qu'un poisson qui avait mordu à la ligne de Nanours se soit décroché, et leurs deux amies, Lili et Mimi, vont prévenir les parents des garçons. Bien que la mère de Nanours veuille intervenir, Monsieur Castor la retient, en lui expliquant que les disputes d'enfants sont rarement graves et généralement courtes et suivies d'une réconciliation. Comme de fait, les deux garçons, épuisés, arrêtent leur dispute et se réconcilient. Le lendemain, Mimi arrive chez les Castor en pleurs, car ses parents se sont disputés et ne se parlent plus. Pensant à une dispute sans trop de conséquence, Petit Castor et son père, ainsi que Nanours, Lili et Mimi, se rendent chez les parents de cette dernière, pour se faire confirmer qu'ils ne se disputent plus. Pensant l'affaire réglée, les quatre enfants décident de jouer à la corde à danser, mais Mimi doit aller en chercher une chez elle. C'est alors qu'elle surprend à nouveau ses parents en pleine dispute. La fillette, effondrée, décide alors de fuguer, en laissant une note à ses parents.
2. Le Grand Frère
Petit Castor, Nanours, Lili et Mimi se lient d'amitié avec Minouchette, une petite chatte orpheline dont il ne lui reste plus que Félix, son grand frère. Sauf que justement ce dernier est absent depuis plusieurs années, ce qui rend la fillette triste, malgré les efforts de Petit castor et ses amis pour la rendre heureuse. Pendant ce temps, Félix se fait voler son poisson par un méchant homme appelé Hercule, qui le force à devenir son serviteur, tout comme il soumettra Garou, Finaud et Lourdaud sous ses ordres, pour tenter de s'approprier la forêt de Clairefontaine. C'est lorsque Minouchette se fait attaquer par la bande qu'elle remarque que son frère est avec eux, mais celui-ci nie avoir une sœur. Elle, ainsi que ses amis tenteront tout pour combattre Hercule et ramener Félix à la raison pour que la fillette soit de nouveau heureuse.
3. La Rébellion
La journée commence mal pour les enfants. Nanours se dispute avec sa mère qui refuse de le laisser dormir encore un peu. Petit castor se dispute avec son père qui l'oblige à faire ses exercices de lecture même quand il n'en a pas envie. Lili se dispute avec sa mère qui lui reproche de ne pas faire correctement la lessive. Et finalement, Mimi se dispute avec ses parents qui la forcent à manger ce qu'elle n'aime pas dans son assiette. Les quatre enfants claquent donc la porte de leurs foyers respectifs et se joignent pour bâtir leur foyer d'enfants. Docteur Bouc, passant dans le coin, remarque la maison et y découvre les enfants. Il s'en va donc informer les parents de la situation et ces derniers tenteront par tous les moyens de faire revenir leurs enfants au bercail.
4. Un étrange voyageur
Bimbo, un dessinateur vagabond au cœur d'or, arrive dans la forêt de Clairefontaine alors que cela fait trois jours qu'il n'a rien mangé. Il croise Finaud et ses acolytes, et leur quête une pomme en échange d'un dessin. Garou accepte de faire tirer son portrait, mais en voyant le résultat, il est furieux et chasse Bimbo, sans lui donner à manger. Celui-ci continue donc sa route, pensant ne trouver personne de charitable dans la région, mais la faim eut raison de lui et il tombe de fatigue, faute d'énergie pour continuer. À ce moment, Petit castor, Nanours et Lili, qui jouaient à quelques mètres de là, le découvrent et le transportent à la maison pour qu'il puisse avoir un repas chaud pour reprendre des forces. L'homme les remercie chaleureusement, en leur proposant de dessiner ce qu'ils veulent, en expliquant que ses crayons ont des pouvoirs magiques qui font prendre vie aux dessins dessinés avec ces crayons. Lili demanda donc un chapeau pour sa mère. Nanours, quant à lui, demanda des chaussures pour sa mère. Et finalement, Petit castor demande un chandail extra-grand pour son père qui est un peu enveloppé. Le soir venu, chacun des enfants déposa leur dessin à la tête de son lit, pour découvrir le lendemain que Bimbo disait vrai puisque les vêtements dessinés sont devenus réels, ce qui n'est pas sans attirer l'attention de Garou, qui est déterminé à retrouver le dessinateur vagabond pour qu'il lui dessine ce qu'il veut.
5. Tante Renardine
Tante Renardine vient rendre visite à son neveu Finaud, pour constater qu'il n'est pas un grand renard comme elle l'espérait. Elle aide donc son neveu à établir un complot pour que Petit castor tombe dans la Fosse aux démons, tout en volant les noix pour faire croire que celui-ci a volé le miel et les noix et le miel et s'est enfui avec. Mais Finaud finit par éprouver des remords et tout avouer au père de Castor.
6. La Piscine
Après avoir sauvé Mimi de la noyade dans la rivière des Rapides, chassé les abeilles avec des jets d'eau et fait tomber un arbre pour permettre à Lourdaud de récupérer ses claquettes, Petit Castor se laisse griser par ses succès et ses amis l'appellent « Super Castor ». Garou, toujours à l'affut d'une occasion de se débarrasser de lui, le met au défi de construire une piscine, certain qu'il n'y arrivera pas.
7. Parfum de miel
Nanours entretient un champ de fleurs afin que les abeilles produisent le miel nécessaire pour soigner sa maman qui est malade. Sauf qu'en expliquant à ses amis Petit castor et Lili, Lourdaud a vent du fait que le miel donne des forces et rapporte l'info à Garou. Celui-ci et sa bande décident donc de voler le gâteau de miel pour se délecter de cette douceur, au grand dam de Nanours qui en a absolument besoin pour soigner sa mère. Puisqu'il y a peu d'abeilles dans la forêt de Clairefontaine, Nanours et Petit castor se rendent dans la Vallée Noire pour se procurer le précieux miel, au péril de leur vie.
8. L'Éclipse solaire
À la suite de recherches, Papa Castor arrive à prévoir avec précision la date et l'heure de la prochaine éclipse solaire qui est prévue pour le lendemain. Mais Garou et sa bande y trouvent une occasion pour chasser Papa Castor et son fils en faisant croire aux habitants qu'ils sont des sorciers utilisant la magie noire pour faire disparaître le soleil.
9. Le Livre de contes
Papa Castor retrouve un livre de contes qu'il lisait quand il avait l'âge de son fils et décide de le lui donner. Petit Castor se met donc à le lire jusqu'à ce qu'il tombe de fatigue. Le lendemain, Garou, Lourdaud et Finaud trouvent un haricot et le jettent plus loin. Ce haricot se mit à germer et à grandir jusqu'à atteindre les nuages. Petit Castor et Nanours, ainsi que la bande à Garou entreprennent alors d'escalader le plant gigantesque pour voir ce qui s'y trouve dans les nuages.
10. Le Cadeau d'anniversaire
C'est bientôt l'anniversaire de Lili et ses deux meilleurs amis (Petit Castor et Nanours) lui offrent un tour de toute la forêt et un pique-nique. Sauf que Garou et sa bande décident de tendre un piège pour gâcher son anniversaire. Le piège finit par faire son œuvre puisque Lili se blesse à la cheville en trébuchant et ne peut plus marcher. Mais son ami est déterminé à sauver son anniversaire, coûte que coûte.
11. Un vilain Garnement
Quand Castor était dans ses occupations, il sentit qu'une noix à atterrit directement sur sa tête. Il regarda autour de lui mais il n'y eut personne. Après cela, il alla voir Lily et lui expliqua la même chose quand elle arrosa ses fleurs. Ils virent le coupable étant un écureuil plus jeune que lui et fâché, le poursuivit et l'attrapa brusquement pour qu'il s'excuse. Finaud s'en mêla demandant à Castor de le lâcher et le rassura en l'amenant chez lui proposant d'être son frère. Mais écureuil sera toujours sournois et Castor découvrira pourquoi. 
12. La Mine d'or
Cela fait déjà trois jours que Papa Castor sort, armé d'un pic, au milieu de la nuit et cela intrigue son fils… ainsi que Garou et sa bande. Ces derniers pensent aussitôt qu'il sort pour aller chercher de l'or dans les mines abandonnées. Ils firent vite répandre la rumeur, tandis que Petit Castor et ses amis tentent de percer le mystère des sorties de son père. Ils découvriront qu'il ne faut pas se fier aux apparences.
13. Un malade récalcitrant
Depuis quelques jours une étrange litanie résonne dans toute la forêt de Clairefontaine, ce qui cause de l'insomnie chez Petit Castor et plusieurs autres habitants. Celui-ci, ainsi que son ami Nanours, décident d'investiguer pour trouver l'origine de ces litanie… pour découvrir que Grand-Père Garou est gravement blessé à une jambe et tente de se guérir avec des formules magique, qu'il croit supérieur à la médecine du Docteur Bouc, qu'il considère comme un incapable. Ce dernier, déterminé à le soigner, devra user de ruse pour arriver à le soigner.
Dans l'épisode 13, dans la langue originale, il utilise zikr ou qodus ou mustajab al-dawaat pour soigner sa jambe blessée, mais les gens de la forêt ont peur d'entendre cette voix. En raison du fait que l'auteur a souffert de la polio dans son enfance, il connaissait peut-être ce chant arabe, mais il n'en connaissait certainement pas la signification, et il exprime cette ignorance à travers les mots du personnage principal.
14. L'Honneur de Garou
Après s'être réveillé d'un cauchemar contre un combat avec Petit Castor où il perdit, il se rendit compte que c'était le jour de son anniversaire et à ce jour, il tentera tout pour battre Petit Castor pour son honneur et proposera chaque fois un défi auquel il croit le battre. Malgré ça, il échouera tout le temps. Finaud, Lourdo et Grand père Garou lui donneront un coup de main.
15. La Marjolainette
Finaud mange un plein panier de champignons vénéneux et est pris d'atroces douleurs. Docteur Bouc est appelé d'urgence pour l'examiner. Après l'examen confirmant l'empoisonnement alimentaire, il indique que l'antidote qui permettrait de sauver Finaud est la marjolainette, une plante qui pousse au sommet de la montagne… qui grouille de bandits. Ne se doutant de rien, Petit castor, Lili et Nanours s'y rendent, et juste au moment de redescendre, ils sont capturés par le bandit Tirelaine. Petit Castor arrive finalement à obtenir sa libération pour apporter l'antidote à Finaud, en laissant ses deux amis aux mains de Tirelaine. Mais le courageux garçon devra revenir avant le crépuscule… alors que l'orage qui s'approche lui mettra des bâtons dans les roues.
16. Histoire de bandits
L'ex-bandit Tirelaine honore sa promesse en rendant visite à Petit Castor et son père. Sauf que Garou et sa bande ont vent de son passé et n'hésiteront pas à venir semer la bisbille dans la communauté.
17. La Mâchoire du monstre
À la suite de violentes rafales ayant fait tomber des arbres et amené des détritus, les habitants de la forêt de Clairefontaine s'attellent au grand nettoyage de la forêt. C'est alors que Petit Castor et Nanours découvrent des mâchoires qu'ils appellent des « mâchoires de monstre ». Ceux-ci tentent alors de percer le mystère de ces mâchoires, alors que Docteur Bouc semble en savoir plus sur son origine.
18. La Flûte en bambou
Lors de leurs promenades, Petit Castor, Nanours et Lili trouvent une petite fille évanouie sur un radeau échoué. Celle-ci, s'appelant Rosette, ne tarda pas à se réveiller et à leur révéler qu'elle vient de la Vallée Noire et qu'elle a perdu ses parents, et qu'elle est venue dans la forêt de Clairefontaine dans le but de retrouver son grand-père dont elle a eu vent qu'il habite dans cette région. Comme de fait, un vieil homme correspondant à la description donnée par Rosette habite bel et bien dans la forêt, mais celui-ci ne reconnaît pas la petite, souffrant d'amnésie. Petit castor, Nanours, Lili et Rosette tenteront le tout pour essayer de faire recouvrer la mémoire au vieil homme.
19. La Joconde
À la suite d'une pirouette qui a mal tourné, Petit Castor brise la toile sur laquelle son père travaillait dessus pour une commande. Craignant la réaction de celui-ci, Petit Castor tenta de mentir, mais échoua et finit par se disputer avec son père. En colère contre son père, Petit castor décide de fuguer pour se réfugier chez ses rivaux.
20. L'Aiglon
Petit Castor et Nanours, au cours de leurs promenades, trouvent un œuf qui eut vite fait de les intriguer. Ne pouvant se résoudre de rendre l'œuf, Petit castor le garda jusqu'à 
son éclosion où il découvrit que le bébé oiseau est en fait un aiglon noir. Pendant ce temps, la mère du petit ne cesse de chercher l'œuf…
21. Le Déluge
Lors d'une promenade, des signes inhabituels attirent l'attention de Papa Castor, ce qui le pousse à faire des recherches, pour découvrir que les signes en question annoncent des pluies torrentielles qui devraient se produire le lendemain. Tous les habitants se mirent donc à se préparer pour le déluge… sauf Garou et sa bande qui sont persuadés que le déluge ne se produira pas.
22. Les Envahisseurs
Tous bandits en bateau se dirigèrent vers la maison du Petit Castor. Celui-ci, endormi, se réveilla et ouvrant à la porte, il vit trois personnes prétendant être leurs amis. Père Castor n'en croyait pas et leur ordonna de sortir.
23. La Petite Sirène
24. La Dynastie des Rotonovitch
25. Le Fidèle Serviteur
Petit castor et Nanours découvrent d'étranges messages de détresse anonymes sur les troncs d'arbre. Ils tentent alors de découvrir qui est à l'origine de ces messages.
26. Monsieur tonnerre
Castor, Nanours et Lily jouèrent dans la rivière et vorent le nombrile de Nanours dépasser de son pantalon . Ils se moquèrent mais la mère de Nanours vena et le prit au sérieux racontant que s'il ne cache pas son nombrile me tonnerre va venir le foudroyer. Ils eurent tous peur mais Castor tentera tout pensant que c'est une personne rencontrer le tonnerre. 
27. Château de sucre
28. L'Empereur de Dracula
29. Le Magicien Nastrodumas
30. Le Maître et seigneur de la forêt
31. Un nouvel ami
32. La Montagne du diable
La maman de Lili refuse de se réveiller, ce qui inquiète vite sa fille, qui fit venir le Docteur Bouc. Celui-ci diagnostiqua chez la dame la maladie des fleurs, pour laquelle le seul remède pour la sauver est une infusion faite avec une variété de dahlia qui ne pousse que sur la Montagne du diable. Petit castor et Nanours décident de tenter d'aller chercher la fleur pour sauver la mère de leur amie, au péril de leur vie.
33. Les Abandonnés de la forêt
34. Les Pépites d'or
Petit castor se réveille, en découvrant que la rivière entourant sa maison est à sec. Trouvant cela anormal, il décide de se rendre en amont de la rivière pour découvrir la cause du blocage qui empêche l'eau de couler. Il découvre alors un chercheur d'or, récemment arrivé avec sa femme et sa fille, qui est en train de terminer un barrage dans le but de fouiller le lit de la rivière pour trouver des pépites d'or. Celui-ci se montra hostile envers Castor, au point de le frapper, ce qui met Petit castor sans connaissance. La femme du chercheur d'or, désolée pour les agissements de son mari, emmena Castor dans la maison pour le soigner. Mais la rumeur sur les pépites d'or finissent par se rendre aux oreilles de Garou…
35. Le Mystère de la rivière
À la suite d'une série d'intoxications chez des habitants, ainsi qu'à l'apparition de poissons morts, Docteur Bouc interdit aux habitants de boire l'eau de la rivière et de manger les poissons tant que la cause des intoxications n'est pas trouvée. Pendant ce temps, Nanours, qui a été le premier intoxiqué, est terrorisé à l'idée de se faire disputer par sa mère pour s'être aventuré dans les marais, alors qu'il est le seul à détenir la piste vers la cause des intoxications. Il finit par l'avouer, ce qui permet à Petit caster, Docteur Bouc et Papa castor d'explorer cette piste pour trouver la cause de ces intoxications.
36. Le Premier Amour de Garou
Garou tombe amoureux d'une petite brebis surnommée « Petit chaperon rouge » et tentera par tous les moyens de faire en sorte que la fillette lui démontre de l'affection et l'embrasse. Mais ses plans échouent l'un après l'autre.
Cet épisode revisite le conte du Petit chaperon rouge des frères Grimm.
37. Le Petit Kangourou futé
38. Le Professeur Dada
Un homme se déclarant scientifique arrive dans la forêt de Clairefontaine et lance une campagne de recrutements pour que deux jeunes l'accompagnent dans une quête pour retrouver les fossiles des mammouths. Petit castor et Nanours remportent les épreuves haut la main et partent avec le scientifique. Mais bien vite, ils commencent à douter des réelles intention de l'homme.
39. Raton le frisé, un shérif étonnant
Un rhinocéros blanc particulièrement glouton débarque dans la forêt de Clairefontaine en voulant s'échapper des griffes d'un shérif. Il prit donc refuge chez Garou, puis chez Castor. Ce dernier, ne voyant aucune malice chez le glouton, refuse de le livrer au shérif.
40. Une bouteille dans la rivière
Petit castor et Docteur Bouc trouvent chacun une bouteille contenant un message de détresse. Castor, Nanours et Lili décident donc de remonter la rivière pour trouver l'origine de ces messages, mais ils devront affronter les obstacles qui se dressent devant eux, comme si quelqu'un voulait vraiment les empêcher de secourir l'auteur des messages.
41. La Lettre de menace
Une étrange lettre de menace atterrit chez Docteur Bouc, ce qui l'inquiète grandement et le pousse à demander l'aide de Papa castor et ses amis pour le protéger de celui qui veut sa peau, et pour trouver qui lui en veut au point de vouloir sa peau.
42. Lili a disparu
Alors que Petit castor, Nanours et Lili jouent près de la rivière, un ours adulte repéra Lili et décide de l'enlever. Petit castor et Nanours partent donc à sa recherche pour secourir leur amie qu'ils pensent en très grand danger. Mais en réalité, l'ours a enlevé la fillette afin que celle-ci devienne amie avec sa propre fille qui n'a plus dit un seul mot depuis le décès de sa mère.
43. Maman est revenue
Au lendemain d'un violent orage, Petit castor, Nanours et Lili trouvent une dame inconsciente au bord de la rivière. En la retournant, Petit castor crut reconnaître sa mère, tant la ressemblance est frappante ! Les enfants la firent emmener chez Papa Castor afin qu'elle soit soignée par Docteur Bouc. Déterminé à sauver la dame malgré l'orage, Castor part chercher la plante qui permettra à la dame de guérir. Celle-ci, après avoir bu l'infusion, finit par se réveiller et révéla que le soir de l'orage précédant sa découverte par les enfants, elle voulait mourir depuis la disparition de son fils qui a le même âge que Castor. À la suite des supplications de ce dernier, celle-ci accepta de devenir sa maman, à la plus grande joie du jeune garçon.
44. Un étrange visiteur
45. Le Grand Devin goupil
46. Grand danger dans la vallée des loups
47. L'Arrivée de Monsieur élégant
Petit castor et Nanours découvrent Lili et Mini terrorisées par Garou et sa bande, mais avant même que les garçons puissent les affronter, un loup au look élégant chasse les trois malfaisants qui filent aussitôt avertir les habitants de l'arrivée de cet homme, qui gagna rapidement le respect de toute la communauté, au point d'être promu policier. Mais papa Castor, contrairement à son fils, trouve que quelque chose ne tourne pas rond.
48. Le Combat dans la forêt
49. Le Vol du condor
50. Le Grand Loup
51. Un combat dans la forêt
52. La Fête des noisettes
C'est la fête des noisettes et tout le monde apporte un panier de nourriture qui est ensuite déposé sur la grande souche pour le festin. Alors que Petit Castor tente de trouver la supercherie derrière le défi du casse-noisette de Lourdaud, personne ne se rend compte que quelqu'un a eu le temps de voler toute la nourriture. C'est alors la course pour retrouver le voleur.
53. Le Trésor
54. La Fille du peintre
Sur son lit de mort, le peintre Gaspard demande à sa fille Amandine d'aller voir Monsieur Castor, qui était un grand ami de jeunesse, et lui mentionne brièvement sa mère. Aussitôt qu'elle eut enterré son père, l'adolescente tomba sur un cahier de dessins de celui-ci et y découvrit un dessin d'elle âgée d'environ trois ans, avec sa mère. Or, son père lui disait toujours que celle-ci était morte peu après sa naissance. Alors, Amandine prit la route pour rejoindre l'ami de son père dans le but de rechercher sa mère et connaître la vérité sur celle-ci. Elle se lie alors d'amitié avec Petit Castor et ses amis et elle leur montre même à dessiner.

## Voix québécoises
- Flora Balzano : Petit castor
- Élizabeth Chouvalidzé : Nanours
- Nicole Filion : Mère de Nanours
- Nicole Fontaine : Mère de Lili
- Ronald France : Garou, Lourdaud
- Jocelyne Goyette : Mimi
- Benoît Marleau : Finaud, Dr Bouc
- Yves Massicotte : Papa Castor
- Bernadette Morin : Lili

 Source et légende : version québécoise (VQ) sur Doublage.qc.ca